# Centro Presidencial George W. Bush
Este artículo trata sobre la biblioteca del 43º presidente (2001-2009). Para la biblioteca del 41º presidente (1989-1993), consulte Biblioteca y Museo Presidencial George HW Bush .
El Centro Presidencial George W. Bush (inglés: George W. Bush Presidential Center) es el centro que alberga a la biblioteca presidencial y museo dedicados al 43.er Presidente de los Estados Unidos, George W. Bush, además del George W. Bush Policy Institute, y las oficinas de la Fundación George W. Bush. Fue construida en la Universidad Metodista del Sur, en la ciudad de Dallas, Texas. Fue inaugurada el 25 de abril de 2013.